# Rhipsalis burchellii
Rhipsalis burchellii ist eine Pflanzenart in der Gattung Rhipsalis aus der Familie der Kakteengewächse (Cactaceae). Das Artepitheton burchellii ehrt den britischen Naturforscher William John Burchell.

## Beschreibung
Rhipsalis burchellii wächst epiphytisch mit zahlreichen, schwachen, hängenden, reich verzweigten, in Wirteln angeordneten oder gabelförmig verzweigenden Trieben. An den Triebspitzen sitzen zusammengesetzte Areolen. Die hellgrünen bis etwas purpurfarbenen Triebe sind lang, drehrund, sehr schlank und kaum sukkulent. Die Haupttriebe sind bis zu 60 Zentimeter lang. Die äußersten Seitentriebe erreichen eine Länge von 6 Zentimeter und weisen einen Durchmesser von 1 bis 2 Millimeter auf. Die Areolen sind bewollt, aber nicht mit Borsten besetzt.
Die glockenförmigen, weißlichen Blüten erscheinen häufig zahlreich an den Triebspitzen. Sie sind bis zu 15 Millimeter lang. Die Früchte sind leuchtend rötlich magentafarben bis etwas purpurmagentafarben.

## Verbreitung, Systematik und Gefährdung
Rhipsalis burchellii ist in den brasilianischen Bundesstaaten São Paulo, Paraná und vermutlich Santa Catarina in Höhenlagen über 900 Metern verbreitet.
Die Erstbeschreibung erfolgte 1923 durch Nathaniel Lord Britton und Joseph Nelson Rose. Ein nomenklatorisches Synonym ist Erythrorhipsalis burchellii (Britton & Rose) Volgin (1981).
In der Roten Liste gefährdeter Arten der IUCN wird die Art als „Least Concern (LC)“, d. h. als nicht gefährdet geführt.

## Nachweise